# Эстоеста, Джоанн
Джоанн Эстоеста (англ. Joann Estoesta) — американский продюсер, координатор производства и сценарист. Работала над проектами, такими как «Кунг-фу панда: Удивительные легенды», «Аватар: Легенда об Аанге», «Мышиный дом» и «Харви Бикс».

## Биография
Джоанн Эстоеста родилась 28 мая 1968 года в США.
Начала свою карьеру в 29 лет в фильме «Бегущее время», где работала ассистентом производства. Позже начала работать в проектах «Мышиный дом», «Дом злодеев. Мышиный дом», «Кунг-фу панда: Удивительные легенды», «Аватар: Легенда об Аанге» и других. Также продюсировала мультсериал «Харви Бикс» вместе с К. Х. Гринблаттом, который является его создателем и исполнительным продюсером.

## Фильмография
| Годы      | Название                                                        | Примечания                          |
| --------- | --------------------------------------------------------------- | ----------------------------------- |
| 1997      | Бегущее время                                                   | Ассистент производства              |
| 2001      | Волшебное Рождество у Микки: Большое рождественское приключение | Координатор производства            |
| 2001      | Дом злодеев. Мышиный дом                                        | Координатор производства            |
| 2001—2002 | Мышиный дом                                                     | Координатор производства            |
| 2002—2003 | Fillmore!                                                       | Координатор производства            |
| 2003      | Атлантида 2: Возвращение Майло                                  | Координатор производства            |
| 2004      | Большое кино Клиффорда                                          | Координатор производства            |
| 2005—2008 | Аватар: Легенда об Аанге                                        | Координатор производства, сценарист |
| 2008—2010 | Пингвины из Мадагаскара                                         | Координатор производства            |
| 2011—2013 | Кунг-фу панда: Удивительные легенды                             | Продюсер, менеджер по производству  |
| 2015—2017 | Харви Бикс                                                      | Продюсер                            |